# Монастыри Сербской православной церкви в Косове и Метохии
Монастыри Сербской православной церкви в Косове и Метохии — православные монастыри Сербской православной церкви, расположенные в историко-географических областях Косове и Метохии, которые с 2008 года контролируются частично признанной Республикой Косово.

## Описание монастырей
Косово и Метохия были центром средневековой сербской государственности во время её наивысшего расцвета в XIII-XIV вв. Поэтому в крае в большом количестве находятся задужбины сербских правителей, дворян и церковных иерархов. Крупные города, такие как Печ, Приштина и Призрен, были значимыми политическими, экономическим и религиозными центрами, вокруг которых в значительном количестве основывались монастыри. По примеру Византии монастыри и церкви в Косове и Метохии строились на местах, где ранее находились важные для христиан святыни. Они играли важную роль в развитии сербской культуры, в частности — письменности.
Большинство сербских монастырей в Косове и Метохии были построены в следующих стилях:
- рашском, в котором отражено византийское и западное наследие;
- сербско-византийском, также именуемом косовско-метохийским;
- моравском, воплощающем влияние двух вышеперечисленных стилей и хиландарской школы.

Монастырские комплексы, как правило, включали в себя один или несколько храмов, трапезные, библиотеки, жилые помещения и крепостные сооружения.
После войны НАТО против Югославии и перехода Косова и Метохии под контроль войск НАТО по всему краю местными албанцами началось уничтожение сербских религиозных и культурных объектов. Согласно письму патриарха Сербской православной церкви Павла от 2002 года к специальному представителю Генерального секретаря ООН в Косове Михаэлю Штайнеру и главнокомандующему Международными миротворческими силами в Косове (КФОР) генералу Марселю Валентину, уже после ввода в Косово миротворцев местными албанцами было разрушено более 120 православных храмов, ряд из которых имеет средневековое происхождение и являются частью всемирного культурного наследия.
В 2004 году монастырь Высокие Дечаны был зачислен в перечень объектов всемирного наследия ЮНЕСКО. Фрески монастыря были охарактеризованы как «одни из наиболее ценных экспонатов палеологовского ренессанса в византийском изобразительном искусстве» и «ценное отображение жизни XIV века». Спустя два года в 2006 году объект наследия был расширен, и в список были включены ещё два православных монастыря и одна церковь. Тогда же они были зачислены в список всемирного наследия, находящегося под угрозой, по причине возможных атак албанских боевиков. Все объекты находятся под защитой KFOR. При этом посещение паломниками ряда монастырей и церквей возможно только в сопровождении солдат KFOR.

## Легенда
В списке представлены монастыри Сербской православной церкви, находящиеся в Косове и Метохии. Они располагаются в алфавитном порядке
Таблица:
- Название — название монастыря на русском языке, в скобках приводится оригинальное название на сербском;
- Время основания — дата основания монастыря или дата, под которой он впервые упоминается в источниках;
- Местонахождение — близлежащий населенный пункт рядом с монастырем;
- Координаты — координаты местонахождения монастыря;
- Фото —  фотография монастыря;

Сортировка может проводиться по любому из выбранных столбцов таблиц, кроме столбца с фотографиями.

## Список монастырей
| Название                                      | Время основания       | Местонахождение            | Координаты                      | Фото |
| --------------------------------------------- | --------------------- | -------------------------- | ------------------------------- | ---- |
| Баньска (серб. Бањска)                        | 1313—1317 гг.         | Близ Звечана               | 42°58′17″ с. ш. 20°46′58″ в. д. |      |
| Будисавци (серб. Будисавци)                   | XIV век               | Будисавци, община Клина    | 42°39′59″ с. ш. 20°29′44″ в. д. |      |
| Высокие Дечаны (серб. Високи Дечани)          | 1327 год              | В 12 км от Печи            | 42°32′48″ с. ш. 20°15′57″ в. д. |      |
| Гориоч (серб. Гориоч)                         | XIV век               | Община Исток               | 42°46′51″ с. ш. 20°30′02″ в. д. |      |
| Грачаница (серб. Грачаница)                   | 1310 год              | Грачаница                  | 42°35′54″ с. ш. 21°11′36″ в. д. |      |
| Девина-Вода (серб. Девина Вода)               | 2009 год              | Близ Звечана               | 42°56′01″ с. ш. 20°46′13″ в. д. |      |
| Девич (серб. Девич)                           | 1434 год              | В 5 км южнее Србицы        | 42°43′11″ с. ш. 20°46′34″ в. д. |      |
| Драганац (серб. Драганац)                     | 2-я половина XIV века | Община Ново-Брдо           | 42°32′46″ с. ш. 21°27′34″ в. д. |      |
| Дубоки-Поток (серб. Дубоки Поток)             | XIV век               | Община Зубин-Поток         | 42°55′14″ с. ш. 20°42′44″ в. д. |      |
| Зочиште (серб. Зочиште)                       | 1-я половина XIV века | Зочиште, община Ораховац   | 42°22′43″ с. ш. 20°42′15″ в. д. |      |
| Кабаш (серб. Кабаш)                           | XIII век              | Община Призрен             | 42°15′01″ с. ш. 20°48′15″ в. д. |      |
| Печская патриархия (серб. Пећка патријаршија) | XIII век              | Близ Печи                  | 42°39′39″ с. ш. 20°15′57″ в. д. |      |
| Святых Архангелов (серб. Светих архангела)    | 1343—1352 гг.         | Близ Призрена              | 42°12′01″ с. ш. 20°45′45″ в. д. |      |
| Соколица (серб. Соколица)                     | XIV—XV вв.            | Село Больетин близ Звечана | 42°55′09″ с. ш. 20°51′48″ в. д. |      |